# Neomochtherus desertorum
Neomochtherus desertorum är en tvåvingeart som beskrevs av Pavel Lehr 1958. Neomochtherus desertorum ingår i släktet Neomochtherus och familjen rovflugor. Inga underarter finns listade i Catalogue of Life.